# (63156) Yicheon
(63156) Yicheon (2000 XQ44) – planetoida z grupy pasa głównego asteroid okrążająca Słońce w ciągu 5,52 lat w średniej odległości 3,12 j.a. Odkryta 5 grudnia 2000 roku.